# Tatiana Logunova
Tatiana Iurievna Logunova (em russo: Татья́на Ю́рьевна Логуно́ва; Moscou, 3 de julho de 1980) é uma ex-esgrimista russa, bicampeã olímpica e mundial. Por sua contribuição esportiva, foi condecorada com o título de Mestre do Esportes da Rússia e as ordens da Honra, da Amizade e do Mérito à Pátria.

## Biografia
Tatiana Logunova nasceu na cidade de Moscou, no dia 3 de julho de 1980. Aos dez anos de idade, começou a praticar esgrima. Em 1997, integrou, pela primeira, vez a equipe russa. No ano seguinte, tornou-se campeã nacional.
Em 2000, nos Jogos de Sydney, consagrou-se campeão olímpica por equipes, feito pelo qual recebeu, no mesmo ano, o título de Mestre do Esportes da Rússia. Quatro anos depois, repetiu a façanha. Por fim, conquistou um bronze nos Jogos do Rio de Janeiro.
Ao longo de sua carreira esportiva, Logunova conquistou dois títulos mundiais e quatro continentais. Em 2020, retirou-se da esgrima.

## Palmarès
Jogos Olímpicos
| Ano  | Local          | Evento             | Posição | Ref.  |
| ---- | -------------- | ------------------ | ------- | ----- |
| 2000 | Sydney         | Espada por equipes | 1.ª     | [ 2 ] |
| 2004 | Atenas         | Espada por equipes | 1.ª     | [ 2 ] |
| 2016 | Rio de Janeiro | Espada por equipes | 3.ª     | [ 2 ] |

Campeonatos Mundiais
| Ano  | Local           | Evento             | Posição | Ref.  |
| ---- | --------------- | ------------------ | ------- | ----- |
| 2001 | Nimes           | Espada por equipes | 1.ª     | [ 2 ] |
| 2003 | Havana          | Espada por equipes | 1.ª     | [ 2 ] |
| 2007 | São Petersburgo | Espada por equipes | 2.ª     | [ 2 ] |
| 2010 | Paris           | Espada individual  | 3.ª     | [ 2 ] |

Campeonatos Europeus
| Ano  | Local      | Evento             | Posição | Ref.  |
| ---- | ---------- | ------------------ | ------- | ----- |
| 2003 | Burges     | Espada individual  | 1.ª     | [ 2 ] |
| 2003 | Burges     | Espada por equipes | 1.ª     | [ 2 ] |
| 2004 | Copenhague | Espada por equipes | 1.ª     | [ 2 ] |
| 2012 | Legnano    | Espada por equipes | 1.ª     | [ 2 ] |
| 2001 | Coblença   | Espada por equipes | 2.ª     | [ 2 ] |
| 2002 | Moscou     | Espada por equipes | 2.ª     | [ 2 ] |
| 2006 | Esmirna    | Espada individual  | 2.ª     | [ 2 ] |
| 2011 | Sheffield  | Espada por equipes | 2.ª     | [ 2 ] |

## Condecorações
- Homenageado Mestre dos Esportes da Rússia[3]
- Ordem da Honra[2]
- Ordem da Amizade[2]
- Medalha da Ordem Por Mérito à Pátria - II grau[2]